# Земљотрес у Мјанмару 2025.
Земљотрес у Мјанмару 2025. догодио се 28. марта у 12:50:54 по Мјанмарском стандардном времену (06:20:54 UTC). Земљотрес магнитуде 7,7 погодио је регион Сагаинг у Мјанмару, са епицентром у близини Мандалеја, другог највећег града у земљи. Потрес је настао услед раседа типа страјк-слип и достигао је максимални интензитет IX по модификованој Меркалијевој скали. Био је то најјачи земљотрес који је погодио Мјанмар од 1912. године.
Земљотрес је изазвао значајну штету у Мјанмару и суседном Тајланду. Према прелиминарним извештајима, најмање 4390 особе су страдале у Мјанмару, док је у Тајланду потврђено 36 жртава, чиме је укупан број погинулих прешао 4430. Најмање 4760 људи је повређено, док се стотине особа воде као нестале. Један од најпогођенијих објеката био је градилиште у Бангкоку, које се срушило. Због геолошког састава тла, Бангкок је подложан сеизмичким таласима који долазе из удаљених региона. Недостатак свести о сеизмичким ризицима додатно је повећао рањивост града на последице земљотреса.
Од 28. марта 2025. године, власти су прогласиле ванредно стање, а број жртава се очекује да ће расти како спасилачке екипе настављају потрагу за несталима. Напори у пружању помоћи су отежани због текућег грађанског рата у Мјанмару, што додатно компликује организацију и спровођење хуманитарне помоћи.